# Vannella placida
Vannella placida – gatunek ameby należący do rodziny  Vannellidae z supergrupy Amoebozoa według klasyfikacji Cavaliera-Smitha.
Forma pełzająca jest kształtu łopatkowatego albo owalnego. Hialoplazma zajmuje 1/3 do 2/3 całkowitej długości pełzaka, tylny koniec ciała trójkątny. Osobnik dorosły osiąga wielkość 15 – 35 μm. Posiada pojedyncze jądro o średnicy 3,4 – 5,5 μm.
Forma swobodnie pływająca posiada krótkie, tępo zakończone pseudopodia. Długość tych pseudopodiów nie przekracza średnicę ameby.
Cysty mają średnicę 7 – 10,5 μm, posiadają podwójną ścianę.
Występuje w glebie.